# Amfiteátrum 8. sz. barlang
Az Amfiteátrum 8. sz. barlang a Duna–Ipoly Nemzeti Parkban, Ürömön található egyik barlang. Az Amfiteátrum-kőfejtő hét barlangja közül az egyik.

## Leírás
Üröm szélén, a település központjától délre, a Péter-hegynek a nyugati oldalán, a már nem művelt Amfiteátrum-kőfejtőben, amelynek a másik neve Csókavári-kőfejtő, lezárt magánterületen, a kőbánya alsó szintjén, az alsó szint felső részén, az északi falban, 158 méter tengerszint feletti magasságban nyílik a barlangnak a bejárata.
A felső triász, dachsteini mészkőben, lapos rétegrés mentén keletkezett barlang kötéltechnikai eszközök alkalmazásával érhető el. A kőfejtő talpszintjén kezdődő, 20 fokos emelkedésű, 205 fokos irányú repedéshálózat hasadéka és a kőzetpadok közötti rétegrést kioldó, szubtermális hatások munkája miatt jött létre. Az Ürömi Tanösvénynek az egyik állomása a kőfejtő. A lezárt kőbányába a bejutást az ürömi jegyzőnél, vagy az Ürömi Baráti Társaságnál lehet intézni. A lezáratlan barlang engedéllyel látogatható.
A kőfejtő barlangjainak nevei közül lehet, hogy a 8. sz. üreg (Sásdi 2000) név is ennek a barlangnak a neve. Előfordul irodalmában 8-as számú barlang (Polacsek 2011) néven is.

## Kutatástörténet
1967 és 1976 között a kőbányában nagy mennyiségű veszélyes gáztisztító masszát helyeztek el és ebből az anyagból a lehajtó rámpa alatt nyíló barlangba is nagy mennyiség jutott be. A 2000. évi Karsztfejlődésben kiadott tanulmány szerint az Amfiteátrum-kőfejtőben, a 8. sz. üregben találhatók kis, kalcittal bélelt üregek és az üregeket később az oldás is formálta. 2010-ben kezdődött el a barlangba bekerült veszélyes anyag eltávolítása és ekkor nyílt meg a barlang a kőfejtő északi falában.
A 2011. évi Karszt és Barlangban megjelent tanulmányban az van írva, hogy a kőbányában kőfejtéskor megnyílt barlangok közül a legtöbb triász mészkőben keletkezett. A valószínűleg a miocénban történt vulkáni tevékenységkor elkezdődött, hidrotermális folyamatok miatt üregesedés és kalcitkiválás történt a hasadékok mentén. Ezt tektonikai mozgások követték, amelyeknek nyomai sok barlangban megtalálhatók. Majd megint hévizes feláramlások történtek, amelyeknek következménye megint üregesedés lett és emiatt jött létre a kőfejtő sok ürege. A kőbányában hét barlang található.
Polacsek Zsolt 2011-ben készült jelentésében látható egy fénykép a barlang bejáratáról, amely a barlang feltárásakor készült. A jelentésben az olvasható, hogy 158 méter tengerszint feletti magasságban nyílik és 2,5 méter hosszú. A gáztisztító massza szinte nem jutott be a barlangba, mert a bejáratot kőzettömbök torlaszolták el. A barlangban tisztítani nem kellett. A kőfejtőnek egyre alacsonyabb szintre került a bányatalpa a kitöltés eltávolításával és ezért ennek a barlangnak a bejárata egyre magasabbra helyeződött és csak kötéltechnikai eszközök alkalmazásával lett elérhető.
A 2013. évi Karsztfejlődésben publikált tanulmány szerint a gáztisztító masszát 1965 és 1976 között vitték a kőbányába. A Csókavári-kőfejtő oldalában tucatnyi kis barlangot tárt fel a kőbányászat. Mindegyik barlang termálkarsztos, azaz hipogén barlang, ezért szerteágazó járataikra semmi nem utal a felszínen. A bányászat előtt nem volt senkinek tudomása egyik barlangról sem. A barlangoknak a felfedezés, a feltárás sorrendjében adtak sorszámot. A kőfejtő összes barlangjának van barlangkataszteri száma. A kőfejtő kisebb barlangjai általában csak néhány méter hosszúak és belül szűkek. A kis barlangok közül néhány csak kötéllel közelíthető meg és néhányban borsóköves kiválás és gömbfülke van. A veszélyes anyagtól megtisztított barlang az ürömi önkormányzat kezelésébe került.